# 山紫菀
，是菊科紫菀属的植物，为台灣的特有植物。分布于台灣海拔3400至3700公尺的高山。